# Rosabeth Moss Kanter

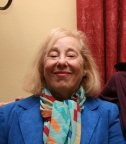
Rosabeth Moss Kanter

Rosabeth Moss Kanter (ur. 1943) – amerykańska socjolog, profesor Harvard Business School i wydawca Harvard Business Review. 

## Poglądy
Była orędowniczką upełnomocnieniem pracowników. 
Kanter porównywała przedsiębiorstwa dobrze i słabo radzące sobie z innowacjami. Stwierdziła na tej podstawie, że firmy mało innowacyjne są bardziej konserwatywne, przeważa w nich analiza i skłonność do szufladkowania zjawisk. 
Krytykuje ona marnowanie ludzkich talentów przez organizacje biurokratyczne. Opowiada się za takimi mechanizmami rozwoju kariery, które umożliwią awans kobiet (i innych upośledzonych grup społecznych) na wyższe stanowiska.
Autorka książek Men and Women of the Corporation (1977), The Change Masters (1983), When Giants Learn to Dance (1989).